# Affaire Raoul Becquerel
Pour les articles homonymes, voir Becquerel (homonymie).
L'affaire Raoul Becquerel est une affaire criminelle française dans laquelle Raoul Becquerel a commis de nombreux enlèvements, séquestrations et viols à travers la France entre 1993 et 2004, ce qui lui a valu le surnom de « Routard du viol ».
Le 21 mars 2008, il a été condamné à la réclusion criminelle à perpétuité assortie d'une peine de sûreté de dix-huit ans par la cour d'assises de l'Oise. Raoul Becquerel comparaissait pour trois viols et une tentative de viol, commis en 2004.

## Biographie
Raoul Becquerel, né en 1974, a eu une enfance chargée. Il fut maltraité par son père, et balloté entre différents foyers d'accueil d'où il a fugué à de multiples reprises. Il a commis ses premiers vols à 10 ans, et divers délits durant son adolescence.

## Faits des affaires
Le 18 octobre 2001, Raoul Becquerel est accusé d'avoir agressé une étudiante de 19 ans. Il se serait introduit à l'intérieur de son domicile avant l'arrivée de la victime. Il l'aurait menacée d'un couteau, bâillonnée, ligotée sur le lit  et violée. Les faits se seraient déroulés à Bordeaux, près de la place de la Victoire. Durant l'agression, il lui aurait également volé sa carte de crédit.
Raoul reconnaît le cambriolage, mais nie le viol, et accuse un comparse. Il est mis en examen, et détenu à la maison d'arrêt de Gradignan en Gironde. L'affaire a été suspendue à cause d'une erreur de procédure.
Le 31 janvier 2002, Raoul Becquerel récidive à Crépy-en-Valois. Il a agressé une femme en pleine rue et l'a enlevée avant de la violer dans un hangar désaffecté.
En août 2004, il agresse une victime sur un parking d'Angoulême. Elle est enlevée et séquestrée à de multiples reprises. La police fait le rapprochement avec la précédente affaire, survenue à Bordeaux en 2001.
Une jeune femme de 28 ans, le 29 septembre 2004 a été séquestrée dans le coffre de sa propre voiture à Senlis. Elle a été violée à plusieurs reprises dans un bois avant de se libérer en envoyant des SMS d'appel à l'aide depuis son téléphone portable.

## La procédure dans l'affaire Raoul Becquerel
Quand Raoul Becquerel avait besoin d'argent, il volait et quand il tenait une proie, il la violait.
Le parcours de ce routard du viol, condamné pour la première fois à l'âge de 20 ans, est terrifiant. En effet, à 30 ans, Raoul Becquerel est un habitué des prétoires, « Raoul Becquerel a déjà une biographie très chargée » selon un avocat bordelais.
De plus, cet homme âgé de seulement 30 ans a déjà passé plus de la moitié de sa vie derrière les barreaux. Sa première condamnation date de ses 20 ans, quand il est condamné par les assises de la Gironde à 12 ans de prison pour viol sous la menace d'une arme d'une jeune fille de 21 ans à Bordeaux ; s'ensuivront alors de nombreuses interpellations ainsi que de nombreuses condamnations.
Fin août 2004, Caroline est agressée sur un parking d'Angoulême, enlevée puis séquestrée avant d'être violée à plusieurs reprises. L'homme prétend d'abord n'en vouloir qu'à son argent, et Caroline accepte de lui révéler son code de carte bancaire. Mais le cauchemar continue. L'homme la conduit jusque chez elle et la viole à plusieurs reprises. Au moment de partir, il décide de l'embarquer avec lui, puis l'abandonne à Poitiers. La police fait le rapprochement avec une autre affaire de viol en 2001. Il est accusé d'avoir violé sous la menace d'un couteau une étudiante de 19 ans, dans la nuit du 18 octobre 2001, près de la place de la Victoire à Bordeaux. Il lui aurait également volé sa carte de crédit mais l'agresseur, Raoul Becquerel, alors en attente de son procès, a été libéré à cause d'une erreur de procédure.
En effet en avril, l'instruction touchant à sa fin, la juge le renvoie devant la cour d'assises et commet une bévue lourde : elle ne signe pas « l'ordonnance de prise de corps ».
Dès lors, le parquet général constate « l'absence de titre de détention », et ordonne logiquement, le 15 juin, la mise en liberté immédiate de l'accusé.
Il est depuis surnommé « le routard du viol ».

## L'erreur de procédure entraînant la liberté de Raoul Becquerel
Mars 2003, après une nouvelle interpellation par le service régional de police judiciaire (SRPJ) de Bordeaux, il est accusé d'avoir violé sous la menace d'un couteau une étudiante et volé sa carte de crédit. Raoul Becquerel reconnaît le cambriolage de l'appartement mais il conteste le viol, accusant un comparse. Mis en examen, il est écroué à la maison d'arrêt de Gradignan (Gironde).
En avril, l'instruction touche à sa fin. La juge décide de le renvoyer devant la cour d'assises. C'est là qu'elle commet une bévue lourde de conséquences : elle ne signe pas « l'ordonnance de prise de corps », papier indispensable pour maintenir l'accusé en détention jusqu'à son procès. Ce n'est pas un simple oubli ; elle le fait volontairement, pensant que la loi Perben II, qui supprime cette formalité, est déjà en vigueur. « Elle a brûlé les étapes, commente un avocat bordelais, la loi n'entrera en vigueur qu'au 1er octobre ». La direction de la prison de Gradignan a beau faire remarquer qu'elle n'a plus de titre de détention en bonne et due forme pour garder Becquerel, la juge s'accroche à son idée. C'est le parquet général qui découvre ce point noir dans le dossier, au mois de juin. Il ne peut que constater « une application erronée car anticipée » de la loi Perben 2, « l'absence de titre de détention », et la cour d'appel de Bordeaux (Gironde) ordonne logiquement, le 15 juin, la mise en liberté immédiate de l'accusé, un violeur récidiviste, à la suite d'une erreur de procédure commise par une magistrate et au refus du Parquet de faire appel de la décision de cette magistrate.
Raoul Becquerel est pris en charge par une association d'aide aux détenus, logé dans une chambre d'hôtel et doté de tickets-repas. « Il a respecté son obligation de pointer trois fois par semaine au commissariat, indique son avocat, Jean-Frédéric Vignes, qui l'a reçu à son étude le 3 septembre. Nous avons alors parlé de sa défense ». Comme c'est la règle, Becquerel se présente devant le président de la cour d'assises de Gironde avant son procès. La veille de la première journée d'audience, il pointe encore au bureau de police. Mais, le 9 septembre au matin, il n'est pas dans le box devant les assises de la Gironde. Le procès est reporté à l'après-midi, pour laisser à la police le temps de le rechercher. L'accusé reste introuvable. Il aurait quitté sa chambre d'hôtel dans la nuit. Après avoir prononcé le renvoi du procès, le président de la cour d'assises s'adresse à la partie civile : « Nous sommes conscients du trouble énorme causé par ce renvoi ». Me Isabelle Desmoulins se souvient que sa cliente a éclaté en sanglots « quand on lui a parlé d'excuses ». Selon l'avocate, la jeune fille oscille entre l'effondrement et la colère depuis que son violeur présumé est accusé d'avoir récidivé. Deux mois après cette « libération par erreur » l'homme commettait un nouveau viol, sous la menace d'une arme, à Angoulême (Charente). Durant sa cavale, Raoul Becquerel fera deux autres victimes, du côté de Senlis.
Raoul Becquerel est interpellé en octobre 2004. Le 21 mars 2008, à la cour d'assises de l'Oise, Raoul Becquerel est condamné à la réclusion criminelle à perpétuité, dont 18 ans de sureté. « Jusqu'au dernier jour du procès, et le lendemain encore, ma cliente a attendu des excuses, un signe de compassion, un mot venant de l'institution judiciaire, explique Me Lardon-Galéote. Elle espérait un message qui lui aurait dit tout simplement que l'on était navré de ce dysfonctionnement qui avait permis qu'un criminel libéré par erreur ait pu définitivement briser sa vie ».
Au parquet général de Bordeaux, on reconnaît que la juge d'instruction a commis la même erreur d'appréciation dans au moins un autre dossier. A peu près à la même date, elle a renvoyé une accusée devant les assises sans ordonnance de prise de corps. Les mêmes causes produisant les mêmes effets, la chambre de l'instruction de la cour d'appel a libéré cette femme sous contrôle judiciaire. « Jusqu'à présent, elle se tient à ses obligations », dit-on au parquet. Avec un certain soulagement, la cour explique que le profil de l'accusée est très différent, beaucoup moins inquiétant. Cette femme doit être jugée pour « coups mortels », des coups et blessures qui ont entraîné la mort sans intention de la donner. « Cela se passait au cours d'une soirée où la drogue tenait une place importante », précise-t-on au parquet général.
Dans le monde judiciaire, cette affaire provoque un profond malaise. « C'est consternant », admet un magistrat. Tous redoutent que la liste des méfaits de Becquerel s'allonge. Que, demain, il soit mis en cause pour un meurtre. Malgré tout, les uns et les autres ne se sentent pas à l'abri d'une erreur. Ces dernières années, les réformes de procédures se succèdent à une telle cadence, les circulaires d'application pleuvent avec une telle constance, que les praticiens  magistrats et officiers de police judiciaire  peinent à suivre. D'autant que, pour une même loi, l'entrée en vigueur des mesures est souvent échelonnée dans le temps,.

### Articles de presse
- « Peine de 18 ans pour Becquerel » Article publié le 13 décembre 2004 dans 20 minutes.
- « Viol » Article publié le 13 décembre 2004 dans La Croix.
- « Le routard du viol face à ses victimes » Article de Victor Fortunato publié le 19 mars 2008 dans Le Parisien.
- « Violeur de Senlis : la responsabilité de l'État estimée à 1 000 € ? » Article de Victor Fortunato publié le 15 mai 2008 dans Le Parisien.

### Documentaires télévisés
- « Raoul Becquerel, L'homme qui enlevait les femmes » le 26 février 2012 dans Faites entrer l'accusé présenté par Frédérique Lantieri sur France 2.
- « Le prédateur en cavale » (deuxième reportage) dans « Spécial prédateurs sexuels » le 1er décembre 2014 dans Crimes sur NRJ 12.